# Monument (Boubín)
Monument je lidový název kamenného památníku, který stojí na rozcestí nedaleko Včelné pod Boubínem. Pomníček je přes metr vysoký, na jedné straně má vytesanou knížecí korunu, na druhé lesní roh a letopočet 1848/55, na třetí nápis „Aus Dankgefühl“ (z vděčnosti). Roku 2000 se dočkal obnovy kovový křížek s Kristem umístěný na vrcholu.
Monument byl zbudován u příležitosti výstavby místní cesty, nicméně zdroje nejsou jednotné ohledně informace, o kterou z cest se jedná. Podle některých šlo o včelenskou část tzv. Lukenské cesty (vede ze Zátoně do Včelné); právě výstavba části od pomníčku do Včelné probíhala v letech 1848-1855. Jiné zdroje mluví o cestě protínající Lukenskou stezku, která vede od Monumentu k samotě Kubrna (nedaleko vrchu Malý Bobík).
Ve starší literatuře bývá název objektu uváděný jako „monument“
, později nahradilo uvozovky velké písmeno. Objektu se týká řada místních pověstí (např. Bludný kořen a jiné).